# Richard Löwenherz (Fernsehserie)
Richard Löwenherz (Englisch: Richard the Lionheart) ist eine in schwarz-weiß gedrehte britische Fernsehserie im Genre des Historienfilms. Von den 39 Originalepisoden wurden lediglich 13 deutsch synchronisiert. Die britische Erstausstrahlung auf ITV erfolgte ab dem 20. November 1961, die deutsche im ZDF ab dem 5. Juli 1966.    

## Handlung
England im 12. Jahrhundert. König Richard Löwenherz kämpft in seiner Heimat gegen habgierige Barone, die das Volk drangsalieren und die von ihm gewünschte staatliche Ordnung durch Straßenraub und Plünderungen gefährden. Außerdem erscheinen Piraten an der englischen Küste, die ebenfalls die Sicherheit des Landes gefährden.  
Nach seiner Heirat mit Lady Berengaria reist Richard in Begleitung seiner Frau mit einer Flotte nach Palästina, um am Dritten Kreuzzug gegen die Sarazenen unter Sultan Saladin teilzunehmen. Schon vor Marseille kommt es zu einem ersten Konflikt mit der sarazenischen Flotte unter Kapitän Abbas. In Palästina muss sich Richard mit angeblichen Mönchen und Prinz Otto, der unter den Sarazenen lebt und vom König Wegegeld erpressen will, auseinandersetzen. Mit Saladin, den er persönlich schätzen lernt, schließt Richard einen Waffenstillstand. 
Auf dem Rückweg nach England wird Richard  in Österreich von Herzog Leopold gefangen genommen. Durch eine List gelingt es Freunden des Königs, insbesondere durch die Sangeskunst des Troubadours Blondel, das geheime Gefängnis Richards ausfindig zu machen und diesen zu befreien.  
Zurück in England, muss sich Richard gegen seinen Bruder John und dessen Anhänger behaupten, der selbst die Krone beansprucht. Doch schließlich setzt sich der König gegen John durch, der sogar Meuchelmörder gedungen hat, Richard zu töten.

## Episodenliste der deutschen Synchronisation
1. Krone in Gefahr
2. Auch ein König muß lernen
3. Piraten an Land
4. Bruderzwist
5. Auf Brautsuche
6. Das große Unternehmen
7. Prinz Otto macht Schwierigkeiten
8. Die schwarzen Mönche von Latroun
9. Die Königin in Gefahr
10. Die Flucht
11. Richard geht in eine Falle
12. Der Teufel ist los
13. Der König seines Volkes

## Produktionsnotizen, Überlieferung
Die Serie wurde auch in Frankreich und Italien ausgestrahlt. Im November 1964 wurde sie auf einer Fachmesse von dem ZDF-Redakteur Dr. Wolfgang Brobeil für das ZDF angekauft.
Soweit bekannt, wurde die Serie nach 1966 nie wieder im Deutschen Fernsehen ausgestrahlt. Eine zweisprachige DVD-Edition erschien 2014 von Studio Hamburg Enterprises GmbH.

## Kritik
In einer kurzen Besprechung wurde die Serie im Hamburger Abendblatt durchaus positiv rezensiert, wobei die etwas betuliche Inszenierung als dem Genre durchaus angemessen charakterisiert wurde.